# Standard Ethics
Standard Ethics ist eine Ratingagentur mit Hauptsitz in London und Brüssel, welche sich auf das Thema Nachhaltigkeit spezialisiert. Das Unternehmen bewertet andere Firmen im Hinblick auf Corporate Social Responsibility, Ethisches Investment und Corporate Governance auf Basis von Richtlinien der Vereinten Nationen, der OECD und der EU.

## Bewertung
Das Standard Ethic Rating ist eine Bewertung der Nachhaltigkeit (SSR – Solicited Sustainability Rating), die ein Unternehmen auf Wunsch anfordern kann. Das Ratingsystem soll eine Auskunft über die Konformität von souveränen Nationen auf dem Gebiet der Nachhaltigkeit und Corporate Social Responsibility mit Richtlinien der Vereinten Nationen, der Organisation für wirtschaftliche Zusammenarbeit und Entwicklung und der Europäischen Union geben.
Der methodische Ansatz beruht auf einer im Jahr 2001 durchgeführten Forschungsarbeit der Agenzia Europea d'Investimenti (AEI), eine Holding, die auf nachhaltiges Engagement ausgerichtet ist. Diese entwickelte sich in den Jahren darauf zu einer eigenständigen Institution, nach einer Abgliederung im Jahr 2003.
Seit 2002 werden die Bewertungen von Standard Ethics in den folgenden acht „Noten“ ausgedrückt: EEE; EEE-; EE+; EE; EE-; E+; E; E-.
Dabei ist:
- EEE: überdurchschnittlich
- EE: durchschnittlich
- E: unterdurchschnittlich

Die Länder und Unternehmen, die nicht die von der UN vorgegebenen Werte einhalten, bekommen keine Bewertung und werden bei den „suspendierten“ Ausstellern aufgeführt.
Standard Ethics benutzt einen Analyse-gesteuerten Bewertungsprozess, sodass die durchzuführenden Arbeiten von Seiten der Bewerber kein Ausfüllen von Formularen oder die Erstellung anderer Unterlagen zuzüglich weiterer Informationen, erfordert.

## Indizes
Die Veröffentlichung der SERs (Standard Ethics Ratings) gewährt Zugang zu einem oder mehreren Standard Ethics Indizes, gemäß Betriebs-Typ und Größe. 
Für Europa hat Standard Ethics folgende Indizes entworfen: 
- Italienischer Index (Unternehmen innerhalb des FTSE MIB, denen ein Standard Ethics Rating zugestellt worden ist)
- Französischer Index (die größten französischen Unternehmen mit einem Standard Ethics Rating)
- Belgischer Index (die größten belgischen Unternehmen mit einem Standard Ethics Rating)
- Schweizer Index (die größten Schweizer Unternehmen mit einem Standard Ethics Rating)
- Italienischer MID Index (italienische Unternehmen mit einem Standard Ethics Rating und einem Börsenwert über 250 Millionen Euro)
- Italienischer SMALL Index (italienische Unternehmen mit einem Standard Ethics Rating und einem Börsenwert unter 250 Millionen Euro)
- Europäischer Green Bond Index (alle führenden Herausgeber von Euro Green Bonds)
- Italienischer Banken Index (Führungs- und Überwachungsindex mit allen im italienischen Stock Exchange aufgelisteten Banken)

## Nationale Ratings
| Land                   | Rating | Aussicht          | Stand        |
| ---------------------- | ------ | ----------------- | ------------ |
| Argentinien            | E      |                   | Oktober 2015 |
| Australien             | EE+    |                   | Oktober 2015 |
| Österreich             | EEE-   |                   | Oktober 2015 |
| Belgien                | EE-    |                   | Oktober 2015 |
| Brasilien              | EE-    |                   | April 2014   |
| Bulgarien              | EE-    |                   | April 2014   |
| Kanada                 | EE+    |                   | Oktober 2015 |
| Chile                  | E+     |                   | Oktober 2015 |
| Volksrepublik China    | E-     |                   | April 2014   |
| Tschechien             | EE     | Negativ           | Februar 2016 |
| Dänemark               | EEE    |                   | April 2014   |
| Ägypten                | E-     |                   | April 2014   |
| Estland                | EE-    |                   | April 2014   |
| Finnland               | EEE    |                   | Oktober 2015 |
| Frankreich             | EEE-   |                   | April 2014   |
| Deutschland            | EE+    |                   | April 2014   |
| Vereinigtes Königreich | EEE-   |                   | April 2014   |
| Griechenland           | EE     | Unter Beobachtung | Januar 2015  |
| Ungarn                 | E      |                   | Februar 2016 |
| Island                 | EEE    |                   | April 2014   |
| Indien                 | E      | Unter Beobachtung | April 2014   |
| Irland                 | EEE-   |                   | April 2014   |
| Israel                 | E+     |                   | April 2014   |
| Italien                | EE+    |                   | April 2014   |
| Japan                  | EE     |                   | April 2014   |
| Luxemburg              | EE+    |                   | Oktober 2015 |
| Mexiko                 | EE-    |                   | April 2014   |
| Niederlande            | EEE-   |                   | April 2014   |
| Neuseeland             | EEE-   |                   | Oktober 2015 |
| Norwegen               | EEE    |                   | Oktober 2015 |
| Polen                  | E+     |                   | Februar 2016 |
| Portugal               | EE     |                   | April 2014   |
| Rumänien               | EE-    |                   | April 2014   |
| Russland               | E      | Unter Beobachtung | April 2014   |
| Slowenien              | EE+    |                   | Oktober 2015 |
| Slowakei               | EE     | Negativ           | Februar 2016 |
| Südafrika              | EE-    |                   | Oktober 2015 |
| Südkorea               | E+     |                   | April 2014   |
| Spanien                | EEE-   |                   | April 2014   |
| Schweden               | EEE    |                   | April 2014   |
| Schweiz                | EE+    |                   | April 2014   |
| Türkei                 | E+     |                   | April 2014   |
| Vereinigte Staaten     | EEE-   |                   | April 2014   |
| Vatikanstadt           | EE     |                   | April 2014   |